# Monthoiron
Monthoiron é uma comuna francesa na região administrativa da Nova Aquitânia, no departamento de Vienne. Estende-se por uma área de 16,66 km². Em 2010 a comuna tinha 669 habitantes (densidade: 40,2 hab./km²).